# Sylvia Skan
Sylvia Winifred Skan (née le 15 août 1897 à Richmond, Royaume-Uni et morte le 10 juin 1972 à Twickenham est une mathématicienne et une physicienne britannique.

## Biographie
On ne sait rien de ses études.
À partir de 1923 elle travaille au département d'aérodynamique du National Physical Laboratory où elle effectuera toute sa carrière.
Elle a publié une vingtaine d'articles et un livre, et a effectué un certain nombre de traductions d'articles en français, allemand et russe. Elle est connue pour ses travaux sur la couche limite avec l'équation de Falkner-Skan.

## Ouvrages
- (en) Sylvia W. Skan, Handbook for Computers (2 volumes), National Physical Laboratory, 1954